# آني إي. هويل
آني إي. هويل (بالإنجليزية: Annie E. Hoyle)‏ هي رسامة نباتية ‏ أمريكية، ولدت في 1851 في تشارلز تاون في الولايات المتحدة، وتوفيت في 1931 في واشنطن العاصمة في الولايات المتحدة.